# Aichbühl
Aichbühl ist ein Ortsteil der Stadt Bad Schussenried im Landkreis Biberach in Oberschwaben.
Der Weiler liegt circa eineinhalb Kilometer nördlich von Bad Schussenried. 

## Geschichte
Der Ort wurde 1605 vom Kloster Bad Schussenried erbaut.